# Phyllopsora foliata
Phyllopsora foliata är en lavart som först beskrevs av Stirt., och fick sitt nu gällande namn av Alexander Zahlbruckner. Phyllopsora foliata ingår i släktet Phyllopsora och familjen Ramalinaceae.   Inga underarter finns listade i Catalogue of Life.